# Neon Trees
Neon Trees — це американський рок-гурт з південної Каліфорнії, була створена у 2005 році солістом Тейлором Гленом та гітаристом Крісом Аленом, які обидвоє виросли в Murrieta, Каліфорнія.

## Історія
Гурт було створено у 2005 році в місті Прово, штат Юта, Тайлером Гленном і Крісом Алленом, які були сусідами. З приходом в гурт басиста Брендена Кемпбелла та ударниці Елейн Бредлі колектив почав активно гастролювати по штату. Девід Чарльз грає на гітарі під час живих виступів і у всіх кліпах гурту. Назву гурту дав Кріс Аллен; як він сказав, його надихнула неонова вивіска з зображенням дерева біля ресторану мережі «In-N-Out Burger».
Гурт отримав найбільшу популярність наприкінці 2008 року, під час турне з «The Killers». Після цього лейбл Mercury Records запропонували їм контракт.

## Habits та його комерційний прорив
Хоча гурт ще до цього мав декілька незалежних релізів, вони випустили свій дебютний на Mercury / Def Jam, Habits, 16 березня 2010 року. Як сингл була обрана пісня «Animal». Сингл «Animal» піднявся на 13-е місце в хіт-параді Billboard Hot 100 та на перше місце в чарті альтернативного року. Вони виконали пісню на Jimmy Kimmel Live! 23 березня 2010, The Tonight Show з Джеєм Лено 14 травня 2010, Lopez Tonight 18 жовтня 2010, Live! з Реджіс і Келлі 4 листопада 2010, а TBS ' Conan 24 листопада 2010. Вони виконали другий сингл 1983 на «Late Night» з Джиммі Фаллон 13 січня 2011 та іншим перебування на The Tonight Show з Джеєм Лено на 18 січня 2011 року. Вони виконали третій сингл «Your Surrender» на Late Show Девіда Леттермана 5 травня 2011 і третій появився на The Tonight Show з Джеєм Лено: Червень 10, 2011 року. Марк Hoppus з Blink-182 обраної «Animal», як його обкладинки Pick of the Week. Пісня була також представлена на рекламі для Лас-Вегасу і як ремікс популярного американського ді-джея, Kaskade.
У листопаді 2010 року гурт випустив різдвяний сингл під назвою «Wish List».
Вони відкрили шоу для Panic! At The Disco в Центральному парку у вересні 2011 року.
З 31 березня 2011 по 23 квітня 2011 року, вони виступали на підігрів в гурта My Chemical Romance.
У вересні та жовтні 2011 року, вони були на підігріві для Duran Duran на північноамериканському Leg All You Need Is Now tour.

## Picture Show
11 листопада 2011 року гурт розпочав роботу над альбомом Picture Show. 7 грудня 2011 року журнал Rolling Stone опублікував статтю про ще один сингл «Everybody Talks». 11 лютого на Youtube вийшов офіційний кліп. В травні 2012 року сингл «Everybody Talks» був показаний в рекламі Buick Verano.

## Альбом Pop Psychology(2014— по наш час)
10 січня, третій студійний альбом Neon Trees було оголошено. Альбом, Pop Psychology, вийшов 22 квітня 2014.
Перший сингл з Pop Psychology, під назвою «Sleeping with a Friend», вийшов для завантаження. Гурт виконав сингл у рамках The Tonight Show з Джеєм Лено 22 січня 2014.
Neon Trees пізніше випустила ще три сингли: «I Love You(But I Hate Your Friends)», «Voices In the Halls», та «First Things First».
Музичні кліпи для обох «I Love You(But I Hate Your Friends)», «Voices In the Halls» і «First Things First» доступні для перегляду на YouTube і VEVO.

## Учасники гурту
- Тайлер Гленн — вокал, клавішні (2005 — теперішній час)
- Крістофер Аллен — гітара, вокал (2005 — теперішній час)
- Бранден Кемпбелл — бас-гітара, вокал (2006 — теперішній час)
- Елейн Бредлі — ударні, перкусія, вокал (2006 — теперішній час)

## Дискографія

### Альбоми
- Habits (2010)
- Picture Show (2012)
- Pop Psychology (2014)